# Comuna Vlădești, Galați
Vlădești este o comună în județul Galați, Moldova, România, formată din satele Brănești și Vlădești (reședința).
Conform recensământului din 2011, comuna Vlădești are o populație de 1977 de locuitori.

## Demografie
Componența etnică a comunei Vlădești
     Români (90,65%)
     Alte etnii (0,16%)
     Necunoscută (9,19%)
Componența confesională a comunei Vlădești
     Ortodocși (90,71%)
     Alte religii (0,11%)
     Necunoscută (9,19%)
Conform recensământului efectuat în 2021, populația comunei Vlădești se ridică la 1.829 de locuitori, în scădere față de recensământul anterior din 2011, când fuseseră înregistrați 1.977 de locuitori. Majoritatea locuitorilor sunt români (90,65%), iar pentru 9,19% nu se cunoaște apartenența etnică. Din punct de vedere confesional, majoritatea locuitorilor sunt ortodocși (90,71%), iar pentru 9,19% nu se cunoaște apartenența confesională.

## Politică și administrație
Comuna Vlădești este administrată de un primar și un consiliu local compus din 11 consilieri. Primarul, Daniel-Ovidiu Grozav[*], de la Partidul Social Democrat, este în funcție din octombrie 2020. Începând cu alegerile locale din 2024, consiliul local are următoarea componență pe partide politice:
|  | Partid                          | Consilieri | Componența Consiliului | Componența Consiliului | Componența Consiliului | Componența Consiliului | Componența Consiliului | Componența Consiliului | Componența Consiliului |
|  | ------------------------------- | ---------- | ---------------------- | ---------------------- | ---------------------- | ---------------------- | ---------------------- | ---------------------- | ---------------------- |
|  | Partidul Social Democrat        | 7          |                        |                        |                        |                        |                        |                        |                        |
|  | Partidul Național Liberal       | 2          |                        |                        |                        |                        |                        |                        |                        |
|  | Alianța pentru Unirea Românilor | 2          |                        |                        |                        |                        |                        |                        |                        |